# 清水恵子
清水 恵子（しみず けいこ）は、日本のスタイリスト。東京都出身。「清水 けい子」と表記することもある。

## 略歴
1989年、フリーのスタイリストとして活動開始。その後、渡仏し、帰国後の1994年にボン イマージュ所属。
2005年から開催している「VOGUE JAPAN WOMEN OF THE YEAR（ヴォーグ ジャパン ウーマン オブ ザ イヤー）」の受賞者ポートレートのスタイリングを担当し、写真家篠山紀信による堀北真希、米倉涼子、オノ・ヨーコ、荒川静香などのスタイリングを手がける。。
2018年「草笛光子のクローゼット」（2018年3月、主婦と生活社）のファッションディレクションを担う。
2019年　自身のブランド「PAS MARQUE」を立ち上げる。
2021年　京ごふく 二十八と共にリバーシブル着物等をプロデュース。